# Infias (Vizela)
Infias ist eine Gemeinde im Norden Portugals.
Infias gehört zum Kreis Vizela im Distrikt Braga, besitzt eine Fläche von 3,1 km² und hat 1811 Einwohner (Stand 19. April 2021).